# Claude Nougaro
Claude Nougaro (Tolosa de Llenguadoc, el 9 de setembre de 1929 - París, el 4 de març de 2004) va ser un cantant i poeta francès de varietats i de jazz. També va conrear la pintura i el dibuix.

## Discografia
- 1999 Pacifique
- 1999 Nougayok
- 1999 Locomotive d'or
- 2000 Embarquement immédiat
- 2005 La note bleue